# The Whole Truth (película de 2016)
The Whole Truth (Toda la verdad en España, y El abogado del mal para América Hispana) es una película estadounidense de 2016.

## Argumento
El abogado defensor Richard Ramsay (Keanu Reeves) trabaja en un caso difícil para defender a Mike Lassiter, de 17 años, sospechoso de asesinar a su adinerado padre además abogado Boone Lassiter. Ramsay es un muy buen amigo de la familia Lassiter, después de haber trabajado con Boone durante muchos años está tratando de salvar a Mike de ser condenado por asesinato. A pesar de esto, Mike muestra fría hostilidad hacia Ramsay (su abogado defensor), y permanece mayormente callado durante el juicio, lo que hace que el trabajo de Ramsay como abogado de defensa sea más difícil. Ramsay solicita la ayuda de una joven abogada, Janelle, como su asistente, quien está decidida a descubrir la verdad sobre lo que sucedió.
Los testigos son llamados para testificar los detalles del caso; el primer testigo, un auxiliar de vuelo, afirma que Mike y Boone tuvieron una discusión seria durante el vuelo cuando Boone insistió en que Mike estudiara leyes en Stanford. Por otro lado otro testigo, la oficial de policía que respondió a la primera llamada,  testifica que en la escena del crimen Mike murmuró que lo hizo, y solo se encontraron sus huellas dactilares en el cuchillo utilizado para matar a Boone (su padre). Cuando Mike se niega a hablar con Ramsay, este no puede preparar adecuadamente su defensa. Comenzando así una serie de enredos en los argumentos de los testigos del caso.

## Reparto
- Keanu Reeves como Richard Ramsay, abogado defensor del caso.
- Renée Zellweger como Loretta Lassiter, madre de Mike.
- Gugu Mbatha-Raw como Janelle Brady, una joven abogada.
- Gabriel Basso como Mike Lassiter, joven acusado de asesinar a su padre.
- Jim Belushi como Boone Lassiter, padre de Mike.[1]
- Jim Klock como Leblanc, el fiscal.[2]
- Sean Bridgers como Arthur Westin.
- Christopher Berry como Jack Legrand.
- Dana Gourrier como empleado del juzgado.